# Donald Judd
Donald Clarence Judd (3 de junio de 1928 - 12 de febrero de 1994) fue un artista estadounidense asociado al movimiento minimalista. Su obra se basa en una constante búsqueda por la autonomía y la claridad del objeto construido, resultando en una presentación artística de un espacio sin jerarquía aparente. Judd creó una gran variedad de obras descritas como "efervescentes" con la intención de desafiar el término "minimalista"; sin embargo, continúa siendo considerado el exponente líder del movimiento y el teórico más importante debido a escritos como Specific Objects (Objetos Específicos, 1964).

## Primeros años y educación
Judd nació en la ciudad de Excelsior Springs, Misuri. En 1946, con el título de ingeniero, sirvió al Ejército durante un par de años. En 1948 comenzó sus estudios de filosofía en College of William and Mary, más tarde continuaría en la Universidad de Columbia. En Columbia, obtuvo una licenciatura en Filosofía y una maestría en Historia del Arte bajo la tutela de Rudolf Wittkower y Meyer Schapiro. Durante ese periodo asistió también a clases nocturnas en la Liga de estudiantes de arte de Nueva York, viviendo de críticas de arte para importantes revistas del medio. En 1968 Judd compró un edificio de hierro, ubicado en el número 101 de Spring Street y diseñado por Nicholas Whyte en 1870, por menos de 70.000 dólares. El inmueble actuó como su residencia y estudio en la ciudad de Nueva York; durante los siguientes 25 años, Judd renovó el edificio piso por piso.

## Carrera

### Primera etapa
A fines de 1940, Donald Judd comenzó a pintar. Su primera exposición individual, de pinturas expresionistas, abrió sus puertas en Nueva York en 1957. Desde mediados de 1950 y hasta 1961, Judd exploró la xilografía, modificando progresivamente su técnica, de elementos figurativos a elementos cada vez más abstractos, de formas orgánicas a obras minuciosas realizadas a base de líneas rectas y ángulos. Su estilo artístico se alejó de medios ficticios y abrazó construcciones en las que el materialismo era el centro fundamental. Donald no tuvo exhibiciones individuales hasta Green Gallery en 1963, una exposición de obras que él consideraba, al fin, dignas de mostrarse. 
Para 1963 Judd estableció un vocabulario esencial de las formas en las que su trabajo se basaría los siguientes treinta años: cúmulos, cajas y progresiones.  La mayor parte de su producción fueron "objetos específicos" (el nombre de su ensayo publicado en Arts Yearbook 8, 1965), utilizando formas simples y a menudo repetidas con la intención de explorar el espacio y su uso. Materiales comunes como metal, madera industrial y hormigón se convirtieron en elementos básicos de su obra. Su primera estructura en forma de caja fue realizada en 1964, y la primera utilizando polimetilmetacrilato un año más tarde. Durante ese mismo año comenzó a trabajar en esculturas sobre paredes, desarrollando, por primera vez, el formato de progresión de curvas en dicho tipo de obras. En 1964, a pesar de siempre haber realizado sus obras de manera individual o en colaboración con su padre Roy Judd, comenzó a delegar la fabricación de las obras a artesanos y profesionales (Bernstein Brothers) brindándoles sus dibujos como guía. En 1965 Judd creó su primer cúmulo o pila, un arreglo de barras de hierro idénticas entre ellas que se extendían desde el piso hasta el techo.
En 1964, como resultado de dejar la pintura por la escultura, escribió el manifiesto Specific Objetcs. En su ensayo, Judd encuentra un nuevo punto de partida para el arte americano, rechazando los valores artísticos europeos heredados: la ilusión y la representación del espacio, contrastándolo con el espacio real. Como parte de su argumentación propone el análisis de una gran variedad de artistas activos en Nueva York durante la época, entre ellos Lucas Samaras, John Chamberlain, Jasper Johns, Dan Flavin, George Earl Ortman y Lee Bontecou. Las obras que Judd había fabricado se volvieron difíciles de clasificar, Donald se negó a llamarlas esculturas, señalando que no habían sido esculpidas, sino hechas por fabricantes que utilizaban procesos industriales. La identidad categórica de dichos objetos no definida, así como la renuencia a asociarlas a convenciones comunes era parte del nuevo valor propuesto por Judd. En 1966 Donald presentó dos piezas en la exposición Primary Structures (Estructuras Primarias) del Museo Judío de Nueva York, donde, durante una mesa redonda, desafió la afirmación "los verdaderos artistas hacen su propio arte" de Mark di Suvero, argumentando que los métodos no importaban, siempre y cuando los resultados fueran arte; un concepto innovador que resultó aceptado. En 1968, el Museo Whitney de Arte Americano organizó una retrospectiva de su obra que no incluía ninguna de sus primeras pinturas.
En 1968, Judd compró un edificio de cinco pisos en Nueva York, lo que le permitió instalaciones cada más permanentes de su trabajo y del de los demás. Judd creía que las exposiciones temporales, al ser diseñadas por curadores, colocaban el arte como fondo, degradándolo debido a incompetencia de los encargados. Esto se convirtió en una preocupación importante para Judd, la idea de instalaciones permanentes prevaleció, así como su creciente disgusto hacia el mundo del arte.

### Segunda etapa

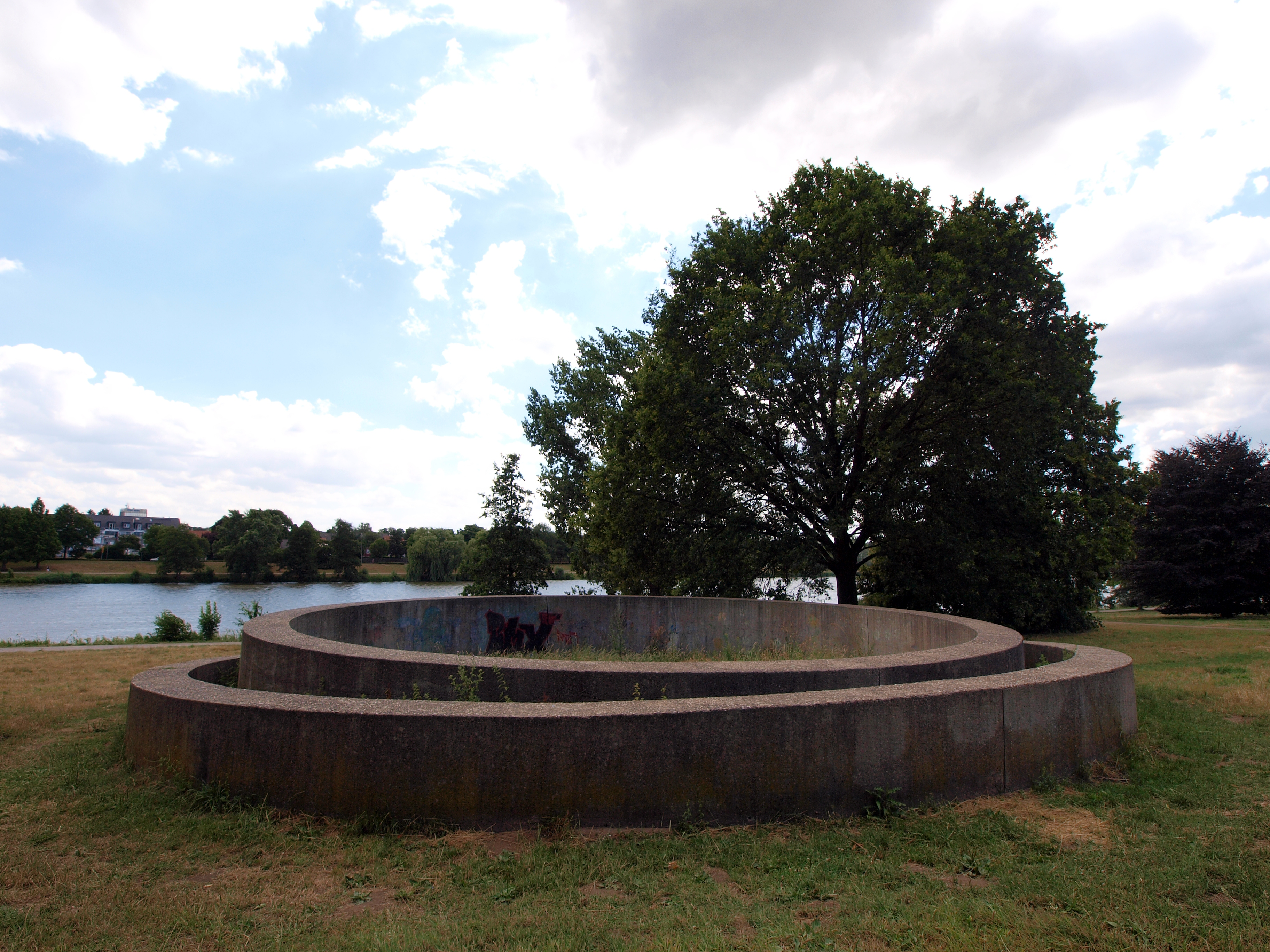
Sín título. Donald Judd, 1977. Münster, Alemania.

A principios de la década de 1970, las obras de Judd aumentaron en escala y complejidad. Comenzó a hacer instalaciones del tamaño de una habitación, convirtiendo la visión de su arte en una experiencia física. A lo largo de 1970 y 1980 produjo obras consideradas radicales, evitando a toda costa los ideales europeos clásicos. Judd creía que el arte no debía representar nada, sino simplemente existir. Su estética se mantuvo en contra de la ilusión y la falsedad, produciendo obras claras, fuertes y definidas. El Fondo Nacional de las Artes de la Universidad de Kentucky del Norte encargó a Judd una escultura de 2,7 metros de altura realizada de aluminio, la obra se dio a conocer en 1976. Sin título, otra de las obras realizadas durante este periodo, consiste en una escultura de hormigón con refuerzos de acero, fue instalada en Laumeier Sculpture Park en 1977.
Judd comenzó a trabajar con madera contrachapada a principios de 1970, el material se volvió rápidamente de su agrado debido a sus cualidades estructurales, permitiéndole ampliar el tamaño de sus obras sin problemas de pandeo. La madera contrachapada había sido un elemento común en sus obras anteriormente, sin embargo en esta ocasión la mantuvo sin pintura. En 1980 comenzó a utilizar acero cortado para la realización de grandes piezas al aire libre. Las obras realizadas con dicho material son las únicas del artista fabricada en Marfa. Judd comenzó a trabajar con esmalte sobre aluminio en 1984, después de encargar a Lehni AG la construcción de una obra con remaches del material en forma de hojas delgadas. Estas piezas fueron creadas inicialmente para una exposición temporal al aire libre en el Parque Merian en Basilea. Judd continuó produciendo piezas con dicha técnicas a lo largo de la década de 1990. El esmalte sobre aluminio amplió en gran medida su paleta de colores. Con su nueva paleta, Judd creó cinco piezas a gran escala y un gran número de obras sobre pared con variaciones únicas de color y tamaño. Existe sólo un trabajo conocido sobre granito, ubicada en Sierra Blanca, la estructura se compone de dos losas verticales apoyadas en el suelo, el techo de la estructura se extiende hacia los bordes exteriores de las paredes.

### Diseño y arquitectura
Durante sus últimos años, Judd trabajó con muebles, diseño y arquitectura. Tuvo cuidado de distinguir su diseño de su arte, escribiendo en 1993: 
"La configuración y escala del arte no pueden transponerse a los muebles o a la arquitectura. La intención del arte es diferente, el diseño debe ser funcional. Si una silla o un edificio no es funcional, si es sólo arte, es ridículo. El arte de una silla no es arte, es parte de su utilidad... Una obra de arte existe como ella misma, una silla existe sólo como una silla."
Su primer diseño de mobiliario fue en 1973, cuando se mudó de Nueva York a Marfa. Sus diseños incluían sillas, camas, estantes, escritorios y mesas. Judd fue impulsado, inicialmente, debido a su insatisfacción con lo disponible en Marfa. Los primeros muebles hechos por Judd eran de pino áspero, sin embargo más tarde refinaría la construcción mediante la implementación de trabajo artesanal y una variedad de técnicas y materiales de todo el mundo. En 1984, Judd encargó a Lehni AG, en Dübendorf, Suiza producir sus diseños en chapa, con gamas monocromáticas basadas en el estándar de color RAL. Dichos diseños continúan siendo producidos y vendidos a través de la Fundación Judd. Durante 1984, Judd, basado en su experiencia con muebles de metal, creó una serie de obras de colores utilizando las mismas técnicas. Al momento de su fallecimiento, Judd trabajaba en una fuente para la ciudad de Winterthur y en una nueva fachada de vidrio para una estación de ferrocarril en Basilea, Suiza.

### Fundación Chinati
A principios de 1970 Judd comenzó a viajar a Baja California. Donald quedó impactado con el desierto vacío y limpio, provocándole un fuerte apego a la tierra. En 1971 alquiló una casa en Marfa, Texas como antídoto contra el agitado mundo del arte de Nueva York. Más tarde compraría numerosos edificios y el Rancho Ayala de Chinati (243 km²), todos cuidadosamente restaurados de acuerdo a sus estándares. Terrenos alrededor de las jefaturas del rancho fueron vendidos, sin embargo la Fundación Judd mantiene los edificios. 
En 1979, con la ayuda de Dia Art Foundation, Judd compró un terreno desértico cerca de Marfa, Texas. El terreno incluía edificios abandonados pertenecientes a Fort D.A. Rusell, un militar estadounidense. La Fundación Chinati abrió en 1986 como una fundación de arte sin fines de lucro, dedicada a Judd y a sus contemporáneos. La colección permanente se compone de obras realizadas Judd, John Chamberlain, Dan Flavin y algunos más como David Rabinowitch, Roni Horn, Ilya Kabakov, Richard Long, Carl Andre y Coosje Van Bruggen. La obra de Judd en Marfa incluye 15 trabajos exteriores en hormigón y 100 piezas de aluminio.

### Enseñanza
Judd enseñó en varias instituciones académicas de los Estados Unidos a lo largo de su vida, entre ellas: La Escuela Allen-Stevenson (1960), el Instituto Brooklyn de Artes y Ciencias (1962 a 1964), Dartmouth College, Hanover (1966) y la Universidad de Yale, New Haven (1967). En 1976 se desempeñó como profesor en el Oberlin College de Ohio. A partir de 1983, fue profesor de arte y su relación con la arquitectura en universidades de todo el mundo. A lo largo de su vida, Judd publicó un gran número de escritos teóricos, en los que promovió el arte minimalista, dichos ensayos fueron consolidados en dos volúmenes publicados en 1975 y 1987.

## Exhibiciones
La Galería de los Panoramas (The Panoramas Gallery) organizó la primera exposición individual de Judd en 1957. El Museo Whitney de Arte Americano en Nueva York, organizó la primera retrospectiva de su obra en 1968. Durante este periodo, Judd recibió un número importante de becas, entre ellas la John Simon Guggenheim Memorial Foundation en 1968. En 1975, la Galería Nacional de Canadá en Ottawa organizó una exhibición de trabajos de Judd y publicó un catálogo de su obra. Participó en su primera Bienal de Venecia en 1980 y en la Documenta de Kassel en 1982.
En 1987 Judd fue honrado con una gran exposición en el Van Abbemuseum, Eindhoven; dicha exhibición viajó a Düsseldorf, París, Barcelona y Turín. El Museo Whitney organizó una retrospectiva de su obra en 1988. En 2004 fue reconocido en el Tate Modern, Londres. En 2019 algunas de sus obras se presentaron en la exposición Minimalismo, posminimalismo y conceptualismo / 60’ - 70’ que organizó la Fundación Proa de Buenos Aires. 

## Colecciones

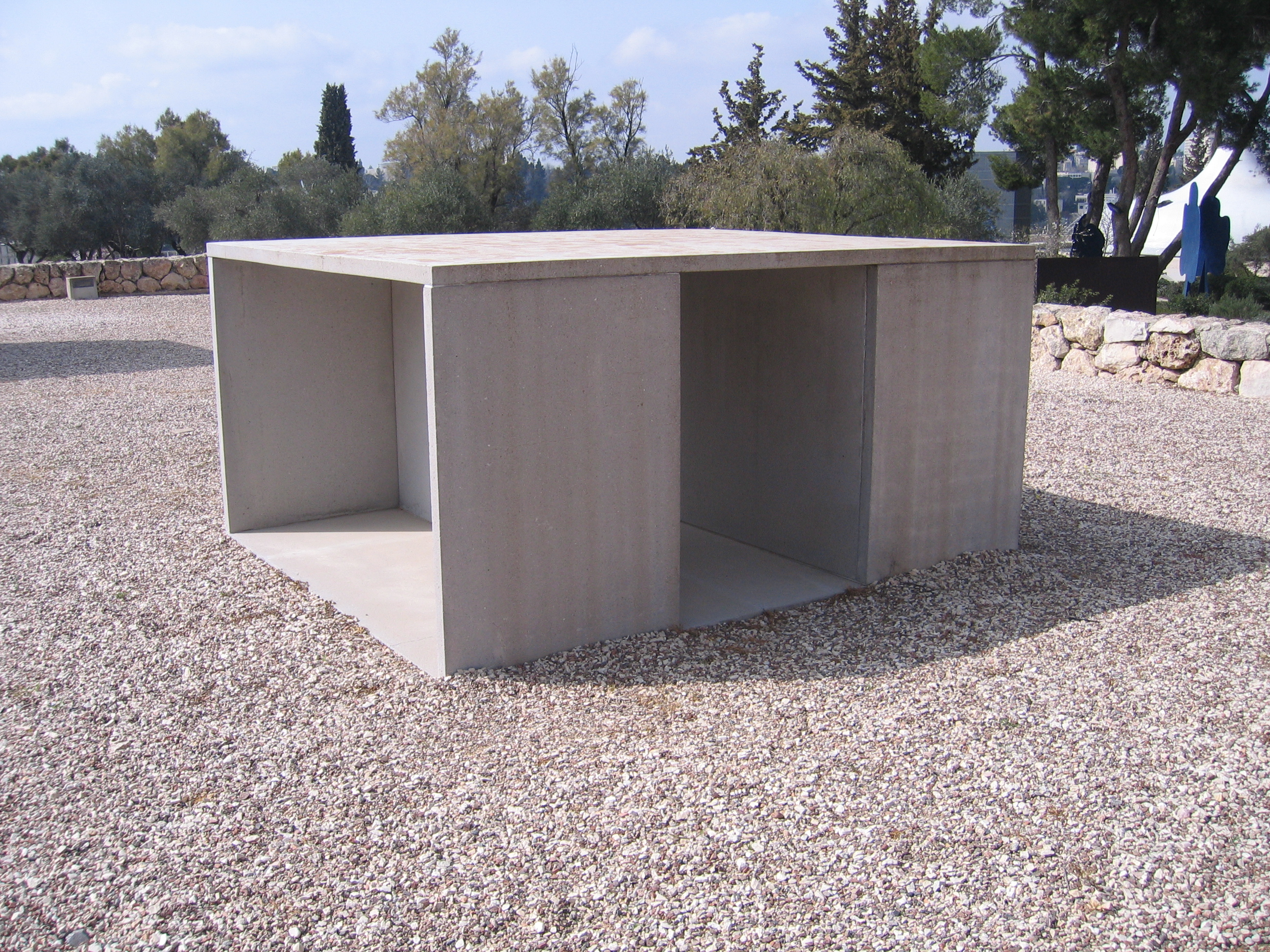
Sin título (1991), Museo de Israel, Jerusalén.

La obra de Judd está en colecciones de todo el mundo, algunas de ellas son: el Museum für Angewandte Kunst, Viena; el Museo de Arte Contemporáneo de Teherán, Irán; el Hallen für Neue Kunst Schaffhausen, Suiza; el Museo Migros für Gegenwartskunst, en Zúrich; Tate Modern y Tate Britain, Londres, el Museo de Arte Contemporáneo de Chicago; el Centro de Arte Walker, Mineápolis; el Centro de Storm King Art, Mountainville, Nueva York; el Solomon R. Guggenheim Museum, el Museo de Arte Moderno de Nueva York, Dia:Beacon, Nueva York; el Museo de San Francisco de Arte Moderno y en el  Hirshhorn Museum and Sculpture Garden, en Washington.

## Mercado artístico
La Galería Leo Castelli, en Nueva York, representó a Judd desde 1965 y hasta 1985. Judd trabajó con Paula Cooper Gallery, con quienes tuvo una serie de exposiciones individuales y con PaceWildenstein, que lo representó hasta el final de su vida. La obra de Judd ha sido representada, a través de la Fundación Judd, por David Zwirner desde 2010.
Los precios de las obras de Judd alcanzaron su primer punto máximo en 2002, cuando un grupo de seis cajas fue vendido en 4,2 millones de dólares. La pila más grande de Judd, con 10 elementos de hierro galvanizado e intervalos de diez pulgadas (1977) llegó a 9,8 millones de dólares en Christie's de 2007. La obra Sin título, realizada de acero inoxidable en 1968 fue vendida por 4.9 millones de dólares en 2009. Desde 2013, el récord de subasta del artista lo tiene Sin título (DSS 42) (1963), una escultura a gran escala realizada con hierro galvanizado, aluminio y madera, fue vendida por $14.165 millones en Christie's Nueva York en 2013.

## Fundación Judd
Concebida en 1977, y creada hasta 1996, la Fundación Judd nació con el fin de preservar el trabajo y las instalaciones de Judd en Marfa, Texas y en el número 101 de Spring Street en Nueva York. En 2006, la Fundación Judd decidió subastar 36 esculturas con el fin de cubrir los costos de restauración de los edificios de la fundación. El Patronato de la Fundación solicitó a uno de sus miembros, Richard Schlagman, pedir a Christie's y Sotheby's propuestas para la venta de las obras. Christie's ofreció 21 millones de dólares como garantía y un espacio de muestra durante cinco semanas en Nueva York; la exposición ganó un premio AICA por "Mejor Instalación en un espacio alternativo" en 2006. Los 20 millones en ganancias permitieron a la Fundación cumplir su misión, apoyando las 16 instalaciones permanentes que se encuentran en el número 101 de Spring Street en Nueva York y a los edificios en Marfa, Texas. Marianne Stockebrand, directora de la Fundación Chinati, renunció a su puesto en el consejo de la Fundación Judd como protesta a la subasta.
En 2013, la Fundación Judd, dirigida por los hijos del artista, terminó con la renovación de 23 millones de dólares en 101 Spring Street.

## Vida personal
Judd se casó con la bailarina Julie Finch en 1964 (de quien más tarde se divorciaría); fue padre de dos hijos: Flavin Starbuck Judd y Rainer Yingling Judd. Donald murió de linfoma en 1994 mientras se encontraba en Manhattan. Judd tenía casas en Manhattan, Marfa, Texas y Küssnacht am Rigi, Suiza.